# Rocca verändert die Welt
Rocca verändert die Welt ist ein deutscher Kinderfilm von Katja Benrath. Der Film erzählt eine moderne Pippi-Langstrumpf-Geschichte um ein mutiges Mädchen.

## Handlung
Die elfjährige Ria Othilie Clementine Cäsar Alva Kurz (kurz Rocca) lebt bei ihrer Großmutter in Hamburg. Ihre Mutter ist bei ihrer Geburt gestorben und ihr Vater arbeitet als Astronaut auf der ISS. Nachdem auch noch die Oma ins Krankenhaus muss, schlägt sich das kluge und mutige Mädchen alleine durch, was allerlei Widerstände bei den Behörden und ihren Lehrern hervorruft. Und in der Schule ist auch einiges los. Rocca muss kämpfen und dabei allen beweisen, dass auch ein Kind die Kraft hat, die Welt zu verändern.

## Produktion

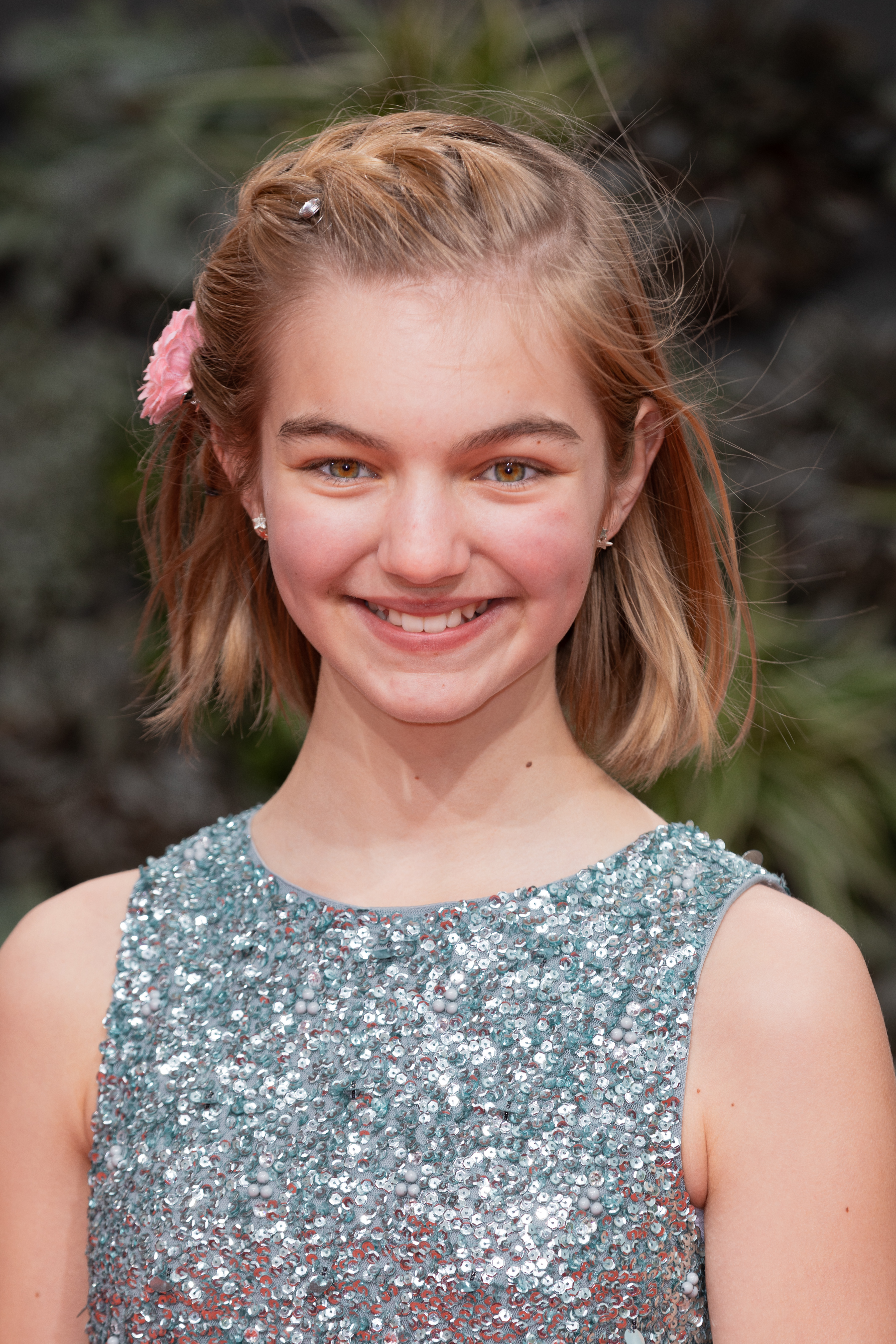
Die Hauptdarstellerin Luna Maxeiner bei der Verleihung des Deutschen Filmpreises 2019

Rocca verändert die Welt ist eine Produktion von Relevant Film und Warner Bros. Germany. Es ist der Debütlangfilm von Katja Benrath (Regie) und Tobias Rosen (Produzent). Das Drehbuch schrieb Hilly Martinek.
Die Filmförderungsanstalt gewährte eine Produktionsförderung in Höhe von 417.502 Euro, die Filmförderung Hamburg Schleswig-Holstein (FFHSH) 550.000 Euro. Wegen nachhaltiger Produktionsbedingungen erhielt der Film von der FFHSH einen „Grünen Filmpass“. Ebenso erhielt Rocca verändert die Welt eine Produktionsförderung vom Deutschen Filmförderfonds.
Die Kinderdarstellerin Luna Marie Maxeiner spielte die Titelrolle von Rocca.
Die Dreharbeiten fanden im Sommer 2018 in Hamburg statt. Gedreht wurde in den Stadtteilen Lokstedt und Blankenese sowie am Jungfernstieg und am Gymnasium Kaiser-Friedrich-Ufer. Im August wurde vor dem Oberlandesgericht und dem Untersuchungsgefängnis am Holstenglacis gedreht. Als Kameramann fungierte Torsten Breuer.
Der Film kam am 14. März 2019 in die deutschen Kinos. Seine Premiere feierte der Film bereits am 3. März 2019 in der Hamburger ASTOR Film Lounge HafenCity. Ende August und Anfang September 2019 wurde er im Rahmen des Kinderfilmfestivals beim Festival des deutschen Films vorgestellt. Anfang November 2019 wurde er beim Minsk International Film Festival „Listapad“ in der Kinder- und Jugendfilmsektion gezeigt.

## Vergleich mit Pippi Langstrumpf
Die Protagonistin Rocca weist einige Parallelen zu der von Astrid Lindgren erfundenen Figur Pippi Langstrumpf auf. Sowohl Rocca als auch Pippi sind freche, aufgeschlossene, mutige und angstfreie, aber auch naive Mädchen. Beider Mütter sind tot, beider Väter abwesend: Pippis Vater ist auf einer einsamen Südseeinsel, Roccas Vater arbeitet auf der ISS. Im Gegensatz zu Pippi hat Rocca jedoch ihre Großmutter als Bezugsperson. Ähnlichkeiten gibt es auch im Verhalten von Rocca und Pippi: Beide interessieren sich nicht für Regeln und „erziehen“ sich selbst. Sie duzen Erwachsene bzw. Respektspersonen. Man kann sie als „starke“ Mädchen charakterisieren, die sich für das Gute einsetzen: Pippi kämpft gegen Verbrechen, Rocca gegen Mobbing; beide setzen sich für Arme ein (Rocca für Obdachlose, Pippi mit ihrem Gold für arme Menschen).
Die Nachbarskinder Lila und John Ross weisen Parallelen zu Tommy und Annika auf. Gleiches gilt für deren Eltern, die in Rocca keinen guten Umgang für ihre Kinder sehen.
Ferner gibt es Parallelen in der Thematik, dass Rocca in ein Heim soll: Die Jugendamtsangestellte Frau Hartholz weist Ähnlichkeiten zu Fräulein Prysselius auf.

## Rezeption

### Kritiken und Einspielergebnis
Von der Deutschen Film- und Medienbewertung wurde der Film mit dem Prädikat Besonders wertvoll versehen. In der Begründung heißt es: „Rocca verändert die Welt bietet Kindern eine ebenso lebenslustige wie intelligente und vor allem selbstbewusste Protagonistin. Ein Mädchen, das zeigt, dass sich viele Probleme lösen lassen, wenn sie nur zielstrebig genug angegangen werden. ‚Think outside the box‘ fällt dann auch in der Filmdiskussion als ein mögliches Motto für den Film.“
Christoph Petersen von Filmstarts meinte, der Film sei „zum Heulen schön – und verdammt spaßig noch dazu“, merkte jedoch an, dass „ein wenig mehr Kompaktheit“ den Film „womöglich noch besser gemacht“ hätte. Eher negativ äußerte sich Ralf Krämer im Hamburger Abendblatt, der zwar lobte, der Film sei „über weite Strecken flott inszeniert, hübsch bunt bebildert und mit ansteckender Begeisterung gespielt“, aber „die Art, wie hier Konflikte benannt und gelöst werden“ kritisierte: Diese verleihe dem Film „den Charakter eines sozialpädagogischen Workshops“. Großes Lob fand dagegen die Filmzeitschrift Cinema, die den Film als „verrückt, witzig, rührend“ beschrieb und von einer „richtig guten Pippi-Langstrumpf-Geschichte mit einem fantastischen Ensemble“ sprach.
In Deutschland verzeichnet der Film 246.238 Besucher.

### Auszeichnungen (Auswahl)
Deutscher Filmpreis 2019
- Auszeichnung als Bester Kinderfilm

EFA Young Audience Awards 2020
- Nominierung als Bester Film[17]

LuxFilmFest 2021
- Auszeichnung mit dem Preis der Jugendjury (Katja Benrath)[18]

Minsk International Film Festival „Listapad“ 2019
- Auszeichnung mit dem Publikumspreis in der Kinder- und Jugendfilmsektion[19]

Stiftung Deutsche Krebshilfe/Aktionsbündnis Nichtrauchen
- Auszeichnung mit dem „Ehrenpreis Rauch-frei-Siegel“ 2019[20]